# Рампа (дорога)

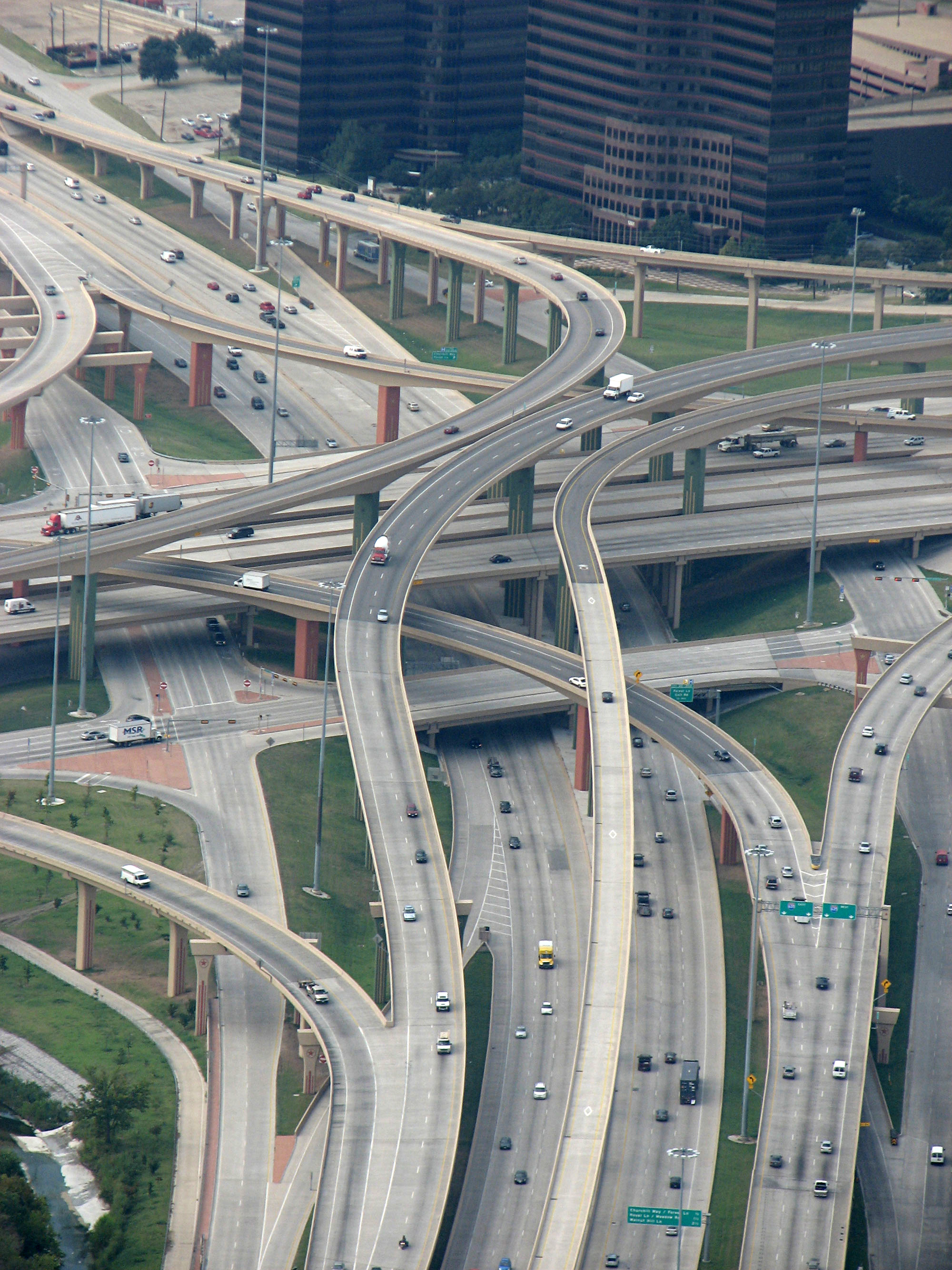
Транспортна розв'язка у п'яти рівнях (Даллас, Техас). Усі криволінійні ділянки доріг є рампами.

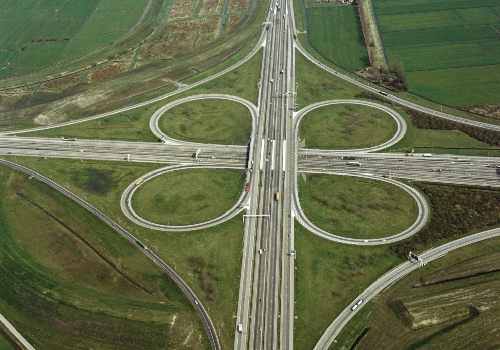
Класична транспортна розв'язка у двох рівнях «листок конюшини». Чотири правоповоротні рампи і чотири лівоповоротні. Лівоповоротні рампи насправді роблять поворот праворуч на 270°.

Рампа — перехідна ділянка дороги, що призначена для з'їзду чи заїзду на основну дорогу. Термін «рампа» не вживається в українській і російській нормативній літературі, проте часто вживаний у технічній літературі та побуті. Натомість у будівельних нормах використовують термін «з'їзди» («лівоповоротний з'їзд», «правоповоротний з'їзд»).
Особливості геометрії рамп на багаторівневих транспортних розв'язках:
- рух лише односторонній;
- одна або дві смуги руху;
- радіуси заокруглень у плані значно менші за рекомендовані величини для основних доріг, відповідно, і менша розрахункова швидкість (розрахункова швидкість на окремих видах рамп може сягати 80 % від швидкості на основній дорозі);
- обов'язкове влаштування віражів.